# Wadsim Ljalin

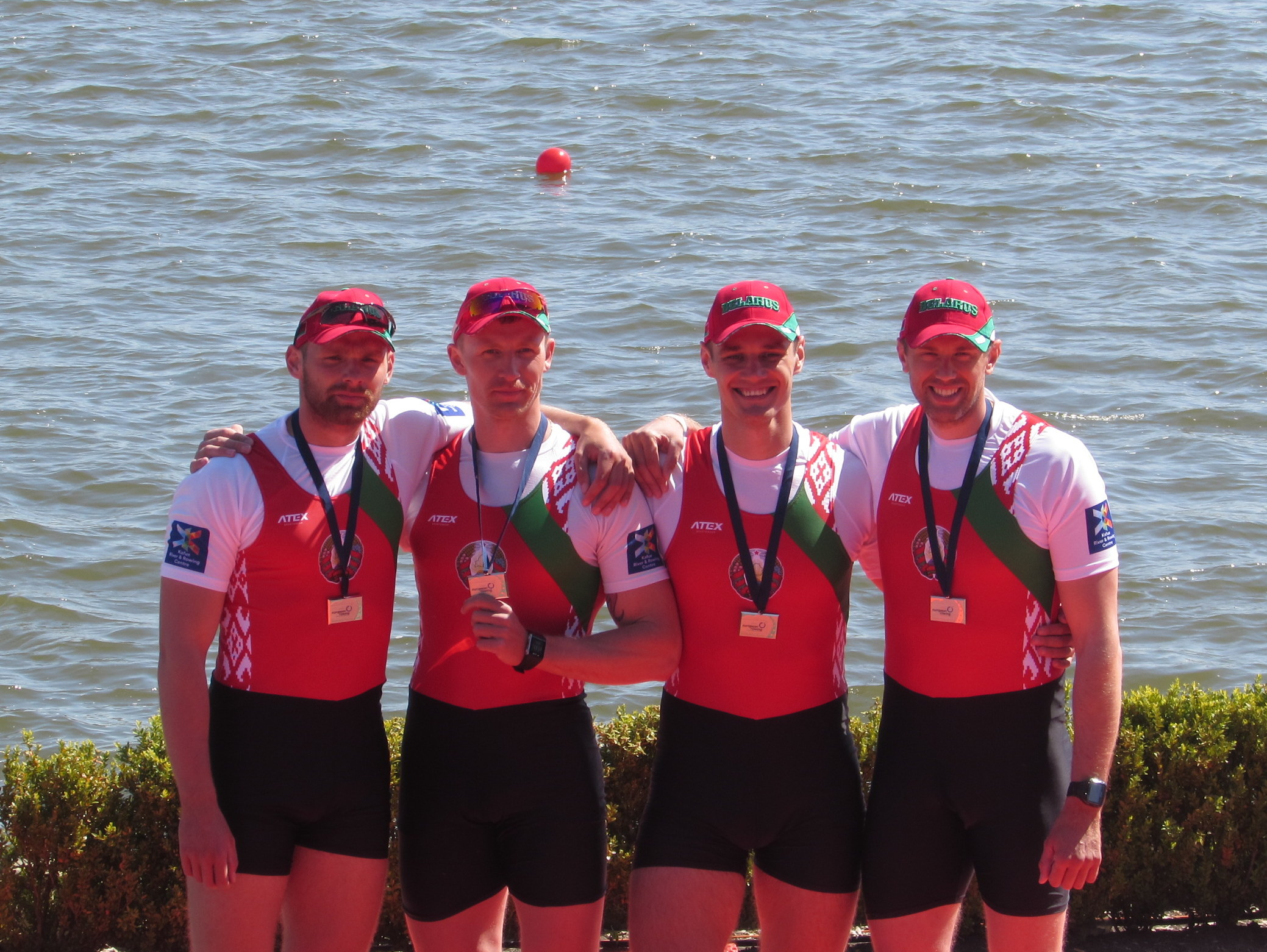
EM-Zweite 2016 v. l. n. r.: Ljalin, Mihal, Scharlap, Paschewitsch

Wadsim Mikalajewitsch Ljalin (belarussisch Вадзім Мікалаевіч Лялін; * 15. November 1982 in Mihaljowo, Mahiljouskaja Woblasz) ist ein belarussischer Ruderer.

## Sportliche Karriere
Wadsim Ljalin belegte im Zweier ohne Steuermann den vierten Platz bei den Junioren-Weltmeisterschaften 2000. 2001 nahm er in der gleichen Bootsklasse erstmals am Ruder-Weltcup teil und belegte den neunten Platz bei den U23-Weltmeisterschaften. 2002 wechselte Ljalin in den Vierer ohne Steuermann und ruderte auf den 15. Platz bei den Weltmeisterschaften. 2004 gewann er mit dem polnischen Achter die Bronzemedaille bei den U23-Weltmeisterschaften. 
2005 belegte der belarussische Achter den zehnten Platz bei den Weltmeisterschaften in der Erwachsenenklasse. Nach dem dreizehnten Platz für den Achter bei den Weltmeisterschaften 2006 erreichte das Boot bei den Weltmeisterschaften 2007 in München den zwölften Platz, Ljalin trat in München auch mit dem Vierer ohne Steuermann an und kam in dieser Bootsklasse auf den elften Platz. Zum Saisonabschluss 2007 gewann Ljalin mit dem belarussischen Achter die Bronzemedaille bei den Europameisterschaften. 2008 konzentrierte sich Ljalin auf den Vierer ohne Steuermann, mit dem er den zwölften Platz bei den Olympischen Spielen 2008 belegte und zum Saisonausklang Dritter bei den Europameisterschaften wurde. 
2009 belegte der belarussische Vierer den sechsten Platz sowohl bei den Weltmeisterschaften als auch bei den Europameisterschaften. 2010 trat Wadsim Ljalin im Weltcup im Vierer an, bei den Europameisterschaften 2010 startete er mit Alexander Kosubowski und Piotr Piatrynich im Zweier mit Steuermann und gewann hier seinen ersten internationalen Titel. 2011 kehrte er in den Vierer zurück und belegte den neunten Platz bei den Weltmeisterschaften, bei den Europameisterschaften gewannen Wadsim Ljalin, Dsjanis Mihal, Stanislau Schtscharbatschenja und Alexander Kosubowski die Silbermedaille hinter den Griechen. Im Olympiajahr 2012 erreichte der Vierer ohne Steuermann bei allen drei Weltcupregatten das A-Finale, bei den Olympischen Spielen in Eton gewannen die Belarussen das B-Finale und belegten somit den siebten Platz. Zum Saisonausklang erreichte der Vierer den fünften Platz bei den Europameisterschaften.
Bei den Europameisterschaften 2013 ruderte Ljalin mit dem Achter auf den fünften Platz, bei den Weltmeisterschaften kam er mit dem Vierer ohne Steuermann auf den siebten Platz. 2014 trat Ljalin nur im Achter an und erreichte den sechsten Platz bei den Europameisterschaften sowie den elften Platz bei den Weltmeisterschaften. 2015 kehrte er in den Vierer ohne Steuermann zurück. Nach Bronze bei den Europameisterschaften bedeutete der achte Platz bei den Weltmeisterschaften die direkte Olympiaqualifikation für 2016. Ins Olympiajahr starteten Wadsim Ljalin, Dsjanis Mihal, Mikalaj Scharlap und Ihar Paschewitsch mit dem zweiten Platz hinter dem britischen Vierer bei den Europameisterschaften. Bei den Olympischen Spielen 2016 belegte der belarussische Vierer den neunten Platz.